# きたぎんユーシー
きたぎんユーシー株式会社（Kitagin UC Card）は、岩手県を中心にサービス提供している信販会社である。北日本銀行の系列会社であり、UCカードのブラザーズカンパニーである。

## クレジットカード
プロパーカードとしてはUCカードと同じものを発行している。提携カードは「グルージャカード」（いわてグルージャ盛岡）などを発行している。

## 沿革
- 1985年（昭和60年）2月22日 - 北日本銀行を母体として「きたぎんユーシー株式会社」誕生。